# 24 cm Haubitze 39
24 cm Haubitze 39 (чешское обозначение: 24 см houfnice vz.39) (гаубица образца 1939 года) — чехословацкая осадная 240-мм полустационарная гаубица особой мощности, использовавшейся во Второй мировой войне. Она была сохранена в производстве после немецкой оккупации Чехословакии в марте 1939 года, и восемнадцать из них были поставлены в вооружённые силы нацистской Германии. Она использовалась 814-м артиллерийским полком сухопутных войск нацистской Германии и поступил на вооружение незадолго до битвы за Францию в 1940 году. Полк участвовал в операции «Барбаросса» и в осадах Севастополя и Ленинграда.

## Разработка
Шкода спроектировала его для экспорта и Турция заказала целую партию, но получила только две, прежде чем немцы оккупировали Чехословакию в марте 1939 года. Гаубица базируется на двухцилиндровой оппозитной пушке Škoda 21 cm Kanone 39 и использовала практически те же монтажные и транспортные устройства. Она использовала поршневой затвор с обтюратором де Банге для обеспечения газового уплотнения с картузным зарядом. Лафет вращался на огневой платформе, которую перед стрельбой нужно было окопать, и на выполнение этой задачи уходило от шести до восьми часов. Он разделялся на три части для транспортировки: качающуюся часть, лафет и наземную платформу. Модифицированная версия поступила на вооружение в 1942 году как H 39/40.

## Производство[2]
|       | 1     | 2     | 3     | 4     | 5     | 6     | 7     | 8     | 9     | 10    | 11    | 12    | Всего |
| ----- | ----- | ----- | ----- | ----- | ----- | ----- | ----- | ----- | ----- | ----- | ----- | ----- | ----- |
| 1939  |       |       |       |       |       |       |       |       |       |       | 1     |       | 1     |
| 1940  |       | 2     | 2     | 2     | 3     |       |       |       |       |       |       |       | 9     |
| 1942  |       |       |       | 2     | 1     |       | 1     | 1     | 1     | 2     |       |       | 8*    |
| 1943  |       | 1     |       |       |       |       |       |       |       |       |       |       | 1*    |
| Всего | Всего | Всего | Всего | Всего | Всего | Всего | Всего | Всего | Всего | Всего | Всего | Всего | 19    |

*Н 39/40
В общей сложности восемнадцать из них были доставлены в Германию.

## Боеприпасы
В ней использовались как чехословацкие, так и немецкие боеприпасы. Чехословацкий снаряд 24 cm Gr 39(t) HE имел вес 166 килограммов. Он использовал как носовые, так и базовые взрыватели, два ведущих медные пояска и содержал разрывной заряд тротила весом 23,66 килограмма. Немецкая копия, 24 cm Gr 39 umg, имела только немецкий носовой взрыватель, мягкий железный ведущий пояс и меньший заряд в 22,9 килограмма. В гаубице также использовался чехословацкий разработанный антибетонный снаряд 24 cm Gr 39 Be, который имел ведущие медные пояски. Он использовал 5 упакованных зарядов, которые были заключены в один большой мешок.

## Боевое применение
1-й дивизион 814-го артиллерийского полка был сформирован 15 марта 1940 года из четырёх батарей H39, а месяц спустя третья и четвёртая батареи были использованы для формирования 2-го дивизиона полка. 2-й дивизион всё ещё формировался, когда французской кампании началась 10 мая 1940 года, но 1-й дивизион был назначен в резерв группы армий «Б» — неизвестно, вёл ли он какой-либо бой во время кампании. На 1 июня 1941 года в войсках находилось 10 гаубиц, 8 из которых были в частях. Дивизионы были приписаны к 1-й танковой группе в группе армий «Юг» для проведения операции «Барбаросса». Для ведения осады Севастополя 814-й артиллерийский полк был передан 11-й полевой армии в конце 1941—42 годов. Он сопровождал 11-ю полевую армию в составе её осадного эшелона, когда она была переброшена на север для наступления на Ленинград в конце лета 1942 года. Она оставалась под командованием группы армий «Север» до тех пор, пока в июле 1944 года полк не был перевооружён на более мелкие орудия. Ничего неизвестно о каких-либо подразделениях, которые могли бы быть оснащены гаубицами после июля 1944 года. I, II/814 дивизионы артиллерийского полка — единственное формирование, которое, как известно, было оснащено гаубицей H39.